# Mistrzostwa Polski w Judo 1977
21. edycja Mistrzostw Polski w judo odbyła się w dniach 19–20 listopada 1977 roku w Bydgoszczy. W zawodach rywalizowali tylko mężczyźni.

## Medaliści mistrzostw Polski

### mężczyźni
| Konkurencja: | Złoto:                            | Srebro:                           | Brąz:                                               |
| -63 kg       | Henryk Zorychta                   | Bogdan Nowak                      | Edmund Schulz Jan Kulszewicz                        |
| -65 kg       | Adam Bes                          | Stanisław Mieczkowski             | Janusz Pawłowski Wybrzeże Gdańsk Adam Żołądek       |
| -71 kg       | Marian Tałaj Gwardia Koszalin     | Zbigniew Tałaj                    | Tadeusz Kucharski Adam Sikora                       |
| -78 kg       | Adam Adamczyk                     | Jarosław Brawata                  | Andrzej Sądej Jerzy Skamski                         |
| -86 kg       | Zbigniew Bielawski                | Wiesław Chaberski                 | Stanisław Liro Wisła Kraków Leszek Matracki         |
| -95 kg       | Wojciech Dworczyński Wisła Kraków | Ryszard Pujszo                    | Janusz Zausz Janusz Gałecki                         |
| +95 kg       | Waldemar Zausz                    | Wojciech Reszko                   | Dariusz Nowakowski Wisła Kraków Władysław Gnarowski |
| open         | Zbigniew Bielawski                | Wojciech Dworczyński Wisła Kraków | Wojciech Reszko                                     |